# Masirana flabelli
Espèce
Masirana flabelli est une espèce d'araignées aranéomorphes de la famille des Leptonetidae.

## Distribution
Cette espèce est endémique de Corée du Sud.

## Publication originale
- Seo, 2015 : Four new species of the genera Masirana and Longileptoneta (Araneae, Leptonetidae) from Korea. Korean Journal of Environmental Biology, vol. 33, no 3, p. 306-313.